# Ruby (Carolina del Sud)
Ruby és una població dels Estats Units a l'estat de Carolina del Sud. Segons el cens del 2000 tenia 348 habitants.

## Demografia
Segons el cens del 2000, Ruby tenia 348 habitants, 157 habitatges i 108 famílies. La densitat de població era de 43,2 habitants/km².
Dels 157 habitatges en un 26,8% hi vivien nens de menys de 18 anys, en un 56,1% hi vivien parelles casades, en un 7,6% dones solteres, i en un 30,6% no eren unitats familiars. En el 28,7% dels habitatges hi vivien persones soles el 14,6% de les quals corresponia a persones de 65 anys o més que vivien soles. El nombre mitjà de persones vivint en cada habitatge era de 2,22 i el nombre mitjà de persones que vivien en cada família era de 2,7.
Per edats la població es repartia de la següent manera: un 20,1% tenia menys de 18 anys, un 8% entre 18 i 24, un 29,3% entre 25 i 44, un 21,6% de 45 a 60 i un 21% 65 anys o més.
L'edat mediana era de 40 anys. Per cada 100 dones de 18 o més anys hi havia 90,4 homes.
La renda mediana per habitatge era de 35.313 $ i la renda mediana per família de 43.636 $. Els homes tenien una renda mediana de 23.750 $ mentre que les dones 16.932 $. La renda per capita de la població era de 16.441 $. Entorn del 3,1% de les famílies i el 8,7% de la població estaven per davall del llindar de pobresa.

## Poblacions més properes
El següent diagrama mostra les poblacions més properes.